# また君に番号を聞けなかった
「また君に番号を聞けなかった」（またきみにばんごうをきけなかった）は、ゴールデンボンバーの9枚目のシングル。2010年10月20日にZany Zapから発売された。

## 概要
- 2種類のDVD付限定盤と、CD EXTRA付の通常盤の計3タイプが発売。
- 「『また君に番号を聞けなかった』PV -ストーリープレイ編-」には、アイドル女優の乃下未帆と、「女々しくて」のPVにも出演した藤井義典が特別出演している。タイトルは「青春グラフィティミュージックビデオ」。
- バンド史上初のオリコンウィークリーチャートTOP10入りを果たし、今までのシングル最高記録を持つ「女々しくて」（77位）を大きく上回り、さらにアルバム『ゴールデン・アワー〜上半期ベスト2010〜』の記録（14位）をも上回る記録を出した。
- このため、10月8日と15日にTBS系『あいまいナ!』にて初のテレビ出演を果たし、15日放送分では生ライブも行なった。さらに10月19日にはフジテレビ系番組「とくダネ!」に於いて、ゴールデンボンバーの特集が組まれた。また、10月23日には、TBS系番組『情報7days ニュースキャスター』にも出演。
- 尚、「†ザ・V系っぽい曲† (生)」に於いて、鬼龍院翔がヴァイオリンを演奏している。
- 日本テレビ系「第35回全国高等学校クイズ選手権」応援ソング。シングルが発売されてから5年後に起用された。なお、本番組のスタジオパートでもゴールデンボンバーの4人が出演している[3]。

## 収録曲

### CD
全作詞・作曲：鬼龍院翔、編曲：鬼龍院翔、tatsuo
1. また君に番号を聞けなかった
2. Neeeeeee!
3. †ザ・V系っぽい曲† (生)
4. また君に番号を聞けなかった（オリジナル・カラオケ）
5. Neeeeeee!（オリジナル・カラオケ）
6. †ザ・V系っぽい曲† (生)（オリジナル・カラオケ）

### DVD（A TYPE）
1. 「また君に番号を聞けなかった」PV -ストーリープレイ編-
2. Live at Shibuya O-WEST 8.25 [part1]

### DVD（B TYPE）
1. 「また君に番号を聞けなかった」PV -ダンスプレイ編-
2. Live at Shibuya O-WEST 8.25 [part2]

### CD EXTRA
1. 「また君に番号を聞けなかった」PV -ミックスプレイ編-
2. PVメイキング映像

## ゲストミュージシャン

### また君に番号を聞けなかった
- Bass:リウ（メトロノーム）

### Neeeeeee!
- Bass: HIROKI

### †ザ・V系っぽい曲†
- Guitar:Leda（DELUHI）
- Bass:Ikuo（BULL ZEICHEN 88、Rayflower）
- Drums:shuji（Janne Da Arc）